# Mika (Rapper)
Mika (* 19. November 1997 in Mülheim an der Ruhr, eigentlich Mikael Bajrami) ist ein deutscher Rapper.

## Werdegang
Als Sohn von Roma aus dem Kosovo wurde er in Mülheim geboren.
Im Februar 2015 erstellte Mika seine Facebook-Seite, auf der er großteils Comedy-Videos veröffentlichte. Im September 2016 eröffnete er zusätzlich einen YouTube-Kanal.
Im deutschen Spielfilm Oray spielte er 2019 die Rolle des Kleinkriminellen Ebu Bekir, der zum Islam bekehrt wird.
Seine Debütsingle Paradies stieg im September 2019 auf Platz 20 der offiziellen deutschen Single-Charts ein und hielt sich insgesamt acht Wochen in der Hitliste.
Am 4. August 2019 überstand er einen Autounfall.

## Diskografie

### Singles
- 2019: Paradies
- 2019: Bandolero
- 2020: Sie ist nicht mehr da
- 2020: Maria (mit Milano)
- 2023: Auf dem Weg